# Havmanden (ubådsklasse)
Ubådsklassen Havmanden var en klasse med seks ubåde bygget for Søværnet fra 1911 til 1914 og blev senere kendt som "A-klassen". Ubådene blev designet af det østrigsk-ungarske firma Whitehead & Co. fra byen Fiume i det daværende Østrig-Ungarn. I dag Rijeka i Kroatien. De første tre ubåde blev bygget af firmaet selv, mens de tre sidste blev bygget i København.
Ubådene var lige under 39 m lange, og de var udstyret med to 457 mm torpedoudskydningsrør og blev senere yderligere udstyret med et 8 mm maskingevær. Ubådene havde en enkelt skrue, og denne fik kraft fra en dieselmotor lavet af Fiat eller M.A.N. på vandoverfladen og af to elektriske motorer under vandet.
Selvom det var tæt på i hvert fald én gang under 1. Verdenskrig for klasselederen Havmanden, blev ikke én af disse seks ubåde sænket under slag. De blev alle seks brugt i den Kongelige Danske Marine, fra da de blev lavet indtil 1928, hvor de første to blev lagt op. De resterende fire forblev i brug indtil 1932, hvor de så blev lagt op. Havmanden-klassen blev brugt som basis for den østrig-ungarske marines U-20 ubåds klasse, som også blev refereret til som "Havmanden"-klassen pga. dennes inspiration. U-20 ubådene blev bygget under 1. Verdenskrig.

## Design og konstruktion
Efter at have modtaget dets første ubåd, den problematiske Dykkeren, der blev bygget af Fiat-Laurenti i La Spezia i 1909, søgte Søværnet efter et ubådsdesign, der kunne bygges i Danmark. Søværnet skrev i 1910 kontrakt med Whitehead & Co. fra Fiume for klassens navneskib, Havmanden, der skulle bygges af Whitehead, og havde planer om ubåd nr. to, Havfruen, som skulle bygges på Nyholm. Mens de to første stadig var i produktion, bestilte Søværnet to mere i maj 1911 (Thetis og Triton), samt tegningerne for yderligere (og de sidste) to – Najaden og Nymfen.
Havmanden-ubådene havde en vægt på ca. 166,5 ton over vandet, og under vandet lå vægten på ca. 207,3 ton. De var 38,9 m lange og havde en bredde på 3,6 m. Når de lå i vandet, var 2,3 m af dem under vandoverfladen.
Til fremdrift havde de enten en dieselmotor lavet af Fiat eller M.A.N., som blev brugt, når de lå i vandoverfladen, og to elektriske motorer, der blev brugt under vandet – begge drev ubådenes ene skrue. Dieselmotorerne på de ubåde, der blev lavet på Whitehead havde 430 HK (316.48 kW), mens de, der blev lavet i København, havde 450 HK (331 kW).
Ubådene blev fra produktionen udstyret med to stævntorpedorør på 457 mm, men de havde ikke andre våben før 1917, hvor de alle blev udstyret med et enkelt 8 mm maskingevær. Mandskabet på ubådene var oprindeligt sat til ti mand, men blev senere øget til 14.
Ubåden Havmanden var den første af ubådene til at blive søsat i december 1911, og Havfruen og Thetis blev søsat i 1912. I 1913 blev Triton og Najaden søsat, og den sidste ubåd, Nymfen, var færdig og søsat i 1914.
Efter 1. Verdenskrig brød ud, tog den østrig-ungarske marine planerne for Havmanden-ubådene fra Whitehead & Co. og benyttede dem som reference til deres fire U-20 ubådsklasse ubåde.

## Historie i den danske flåde
Oprindeligt havde Havfruen, Havmanden og Thetis fået pennantnumrene henholdsvis H 1, H 2 og T 1, men de blev i april 1913 ændret til 2, 3 og 4. De tre andre ubåde – Triton, Najaden og Nymfen – fik på samme tid numrene 5, 6 og 7.

## Ubåde i klassen
Der var seks ubåde i Havmanden/A-klassen.

### Havfruen(A 2)
Havfruens design blev købt i 1910, og ubåden blev bygget i København. Den blev søsat d. 31. august 1912 og modtog oprindelig pennentnummeret H 1, hvilket i april 1913 blev ændret til 2. Da klassen blev kendt som A-klas,sen blev den designeret som A 2. Havfruen var den sidste ubåd i klassen i brug. Den blev strøget af flådens tal d. 3. maj 1932.

### Havmanden(A 3)
Havmanden blev bestilt fra firmaet Whitehead & Co., der lå i byen Fiume i 1910. Den blev søsat d. 23. december 1911. Den modtog oprindeligt designeringen H 2, men blev i april 1913 omdesigneret til 3. Den britiske ubåd 'HMS E11 ' affyrede to torpedoer imod Havmanden i september 1914, da de så dens pendantnummer ("3") på dens periskoptårn og antog det for at være den tyske 'SM U-3,' men Havmanden slap uskadt fra det. Da klassen blev kendt som A-klassen, blev Havmanden omdesigneret til A 3. Sammen med Thetis var Havmanden en af de første af klassens ubåde til at blive fjernet fra flåden, da den blev strøget af flådens tal d. 26. april 1928.

### Thetis(A 4)
Ubåden Thetis blev bestilt i maj 1911 hos firmaet Whitehead & Co. i Fiume. Den blev søsat d. 19. juni 1912. Thetis fik oprindeligt pennantnummeret T 1, men blev omdesigneret til 4 i april 1913. Dette blev til A 4, da klassen blev kendt som A-klassen. Thetis blev sammen med Havmanden taget ud af brug d. 26. april 1928, da de to blev skrottet som de to første af ubådene.

### 2den April(A 5)
Triton blev bestilt i maj 1911 fra Whitehead & Co og blev søsat d. 31. marts 1913. Købet af den blev finansieret af en indsamling fra offentligheden, og blev derfor omdøbt til 2den April, til ære for Slaget på Reden, som fandt sted d. 2. april 1801. 2den April blev designeret som 5 i april 1913 og blev omdesigneret som A 5, da klassen blev kendt som A-klassen. D. 15. januar 1929 blev Triton/2den April ramt og blev fremefter brugt som et mål. Den blev ophugget i 1932.

### Najaden(A 6)
Tegningerne til ubåden Najaden blev købt i maj 1911, og båden blev bygget i København. Den blev søsat d. 9. juli 1913 og blev designeret med pennantnummer 6 i april 1913. Den blev omdesigneret til A 6, da klassen blev kendt som A-klassen. Den stoppede i den danske flådes brug d. 9. september 1931, da den blev strøget af flådens tal.

### Nymfen(A 7)
Nymfens tegninger blev købt i maj 1911, og ubåden blev bygget på skibsværftet på Nyholm. Den blev sat i vandet d. 10. februar 1914 og var den sidste ubåd af Havmanden-klassen. Den blev designeret pennantnummer 7 i april 1913 og blev omdesigneret til A 7, da klassen blev kendt som A-klassen. Nymfen blev lagt op d. 11. marts 1932 og udgik herefter fra tjeneste.